# Eduardo Angelim
Eduardo Francisco Nogueira Angelim o solamente Eduardo Angelim (Aracati, 6 de julio de 1814 — Barcarena, 20 de julio de 1882) fue un labrador y político brasileño, uno de los líderes del movimiento Cabanagem que luchó la independencia de la provincia de Gran Pará en 1835. Fue uno de los presidentes de la provincia de Pará en 1835 durante el Gobierno Cabano (o Gobierno Republicano Independente).
LLegó al Gran Pará en la década de 1820 huyendo de una sequía que asoló la provincia de Ceará, su región de origen. Debido a su espíritu de lucha partidaria fue apodado como "Angelim", por ser esta madera muy resistente. Ya con 19 años participaba activamente en la política de la provincia. En el Brasil del siglo XIX luchó por la autonomía de la provincia del Gran Pará - actual estado de Pará -  para que esta se separase del Imperio, cuyas estructuras políticas monarquistas y planes de gobierno no ofrecían ninguna ventaja en comparación a los que los portugueses, manteniendo el aislamiento y la marginalización de la Amazonia, visibles incluso hasta hoy, en comparación con los grandes centros urbanos brasileños.
Perseguido por centenas de tropas legalistas, Angelim terminó siendo apresado en Acará el 20 de octubre de 1836 y fue conducido a la capital Belém por las tropas del mariscal Francisco Soares Andréa y enviado a ser juzgado en Río de Janeiro para luego ser exiliado en la isla Fernando de Noronha. Regresó a Pará en 1851 y fijó su residencia en la ciudad de Barcarena.
Tras su regreso no se involucró en política y murió el 20 de julio de 1882, siendo enterrado en la capilla de Engenho de Madre de Deus.